# Myrmecaelurus dioristus
Myrmecaelurus dioristus is een insect uit de familie van de mierenleeuwen (Myrmeleontidae), die tot de orde netvleugeligen (Neuroptera) behoort. 
Myrmecaelurus dioristus is voor het eerst wetenschappelijk beschreven door Navás in 1914.